# Atilio Cremaschi
Atilio Cremaschi Oyarzún (* 8. März 1923 in Punta Arenas; † 3. September 2007 in Santiago de Chile) war ein chilenischer Fußballspieler. Er nahm mit der chilenischen Fußballnationalmannschaft an der Fußball-Weltmeisterschaft 1950 teil.

## Karriere

### Verein
Cremaschi begann seine Profilaufbahn 1941 bei Unión Española. Mit diesem Klub gewann er zweimal die chilenische Meisterschaft. 1953 schloss er sich dem Spitzenverein CSD Colo-Colo aus der chilenischen Hauptstadt Santiago an. Bereits in seiner ersten Spielzeit bei Colo-Colo gewann Cremaschi die Meisterschaft. Im Jahr darauf wurde er mit Colo-Colo Vizemeister hinter CD Universidad Católica. 1956 wurde er mit Colo-Colo erneut Meister. Obwohl Cremaschi in dieser Spielzeit nur 15 von 26 Spielen bestritt, war er mit 13 Toren bester Torschütze seiner Mannschaft. Zudem gewann er 1958 mit Colo-Colo die erstmalig ausgetragene Copa Chile. 1959 wechselte er zu den Rangers de Talca, bei denen er 1964 seine aktive Laufbahn beendete.

### Nationalmannschaft
Cremaschi debütierte am 31. Januar 1945 vor heimischem Publikum beim Campeonato Sudamericano 1945 im Spiel gegen Kolumbien in der chilenischen Nationalmannschaft. Ebenso stand er beim Campeonato Sudamericano 1946, bei dem er drei Tore erzielte, sowie 1949, als ihm zwei weitere Treffer gelangen, im chilenischen Aufgebot.
Bei der Fußball-Weltmeisterschaft 1950 in Brasilien wurde Cremaschi ebenfalls in den chilenischen Kader berufen. Dabei kam er in allen drei Spielen seiner Mannschaft zum Einsatz und erzielte beim 5:2 gegen die USA zwei Tore. Dennoch schied Chile als Gruppendritter nach der Vorrunde aus. Beim Campeonato Sudamericano 1953 in Peru gelang ihm ein weiterer Treffer. Am Ende des Turniers belegte Chile den vierten Platz.
Zwischen 1945 und 1954 absolvierte Cremaschi insgesamt 31 Länderspiele für Chile, in denen ihm zehn Tore gelangen.

## Erfolge
- Chilenische Meisterschaft: 1943, 1951, 1953 und 1956
- Chilenischer Pokal: 1958